# Alcibíades Arosemena
Alcibíades Arosemena, né le 20 novembre 1883 à Penonomé et mort le 8 avril 1958 à Panama, est un homme politique panaméen. Il est président du Panama du 9 mai 1951 au 1er octobre 1952.